# Mutulus

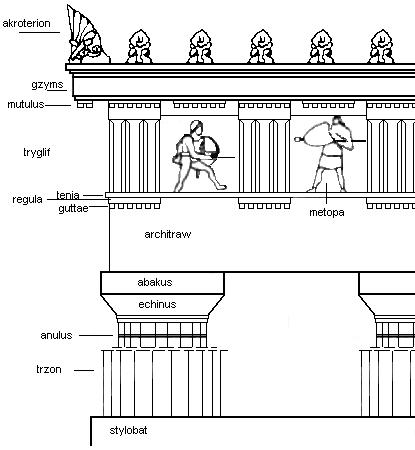
Porządek dorycki

Mutulus (mutulae, mutuły, mutuli) to prostokątna płytka, którą w architekturze starożytnej Grecji i Rzymu mocowano do spodniej powierzchni gzymsu. Była ona ułożona ukośnie na wysokości osi tryglifów i metop i zazwyczaj polichromowana. Zdobiły ją 3 rzędy łezek po 6 w rzędzie (guttae) i czasami polichromia.
Mutulusy stosowano wyłącznie w porządku doryckim.